# Чератина (Пескара)
Чератина (итал. Cerratina) је насеље у Италији у округу Пескара, региону Абруцо.
Према процени из 2011. у насељу је живело 1297 становника. Насеље се налази на надморској висини од 108 м.